# Aquita scoparialis
Aquita scoparialis är en fjärilsart som beskrevs av Alfred Ernest Wileman och Reginald James West 1928.
Aquita scoparialis ingår i släktet Aquita och familjen trågspinnare. Inga underarter finns listade i Catalogue of Life.